# Bryum crassum
Bryum crassum är en bladmossart som beskrevs av J. D. Hooker och William M. Wilson 1854. Bryum crassum ingår i släktet bryummossor, och familjen Bryaceae. Inga underarter finns listade i Catalogue of Life.